# 大場小ゆり
大場 小ゆり（おおば さゆり）は、日本のアニメ脚本家。

## 経歴
- 東京都出身。[要出典]
- 1992年、月刊『ガロ』の青林堂でアルバイトし、翌年正社員となる。
- 1997年、青林堂の社長の引き継ぎ問題で、社長と社員達の間で対立が起こり、全編集部員と共に大場も退社。その後、就職活動中に取材で会ったキングレコードの大月俊倫の声がけでガンジスに勤務。元青林堂社員が立ち上げた漫画出版社青林工藝舎にも勤務。ガンジスと青林工藝舎、両方に籍を置いていた。
- 2000年、アニメ演出家の桜井弘明と結婚。
- 2002年、青林工藝舎およびガンジスを退社。
- 1999年、桜井弘明が監督したワンダフル内のアニメ『デ・ジ・キャラット』で、＃8「ビームが出ないにゅ」＃13「とりつかれたにょ〜」のプロットを担当。これが脚本家として活動を始めるきっかけとなる。

## 主な作品
『ハピネスチャージプリキュア!』『プリパラ』『デ・ジ・キャラットにょ』CLAMPの短編アニメ『スウィート・ヴァレリアン』『おねがいマイメロディ 〜くるくるシャッフル!〜』『夢色パティシエール』など、女児向け朝アニメの脚本執筆を多数手がける。

### 脚本
- ぴよこにおまかせぴょ!（2002年）
- デ・ジ・キャラットにょ（2003年 - 2004年）
- スウィート・ヴァレリアン（2004年）
- おねがいマイメロディ 〜くるくるシャッフル!〜（2006年）
- おねがいマイメロディ すっきり♪（2007年）
- ながされて藍蘭島（2007年）
- 夢色パティシエール（2009年）
- 夢色パティシエールSP プロフェッショナル（2010年）
- お兄ちゃんのことなんかぜんぜん好きじゃないんだからねっ!!（2011年）
- ジュエルペット きら☆デコッ!（2012年）
- 探検ドリランド -1000年の真宝-（2013年）
- ハピネスチャージプリキュア!（2014年）
- プリパラ（2014年）
  - DressingPaféスペシャルイベント『Dressing Ready Show!!』 by プリパラ - 夜の部朗読劇脚本（2022年）[1]
- SUPER LOVERS（2016年）
- 初恋モンスター（2016年）
- アイドルタイムプリパラ（2017年）
- まちカドまぞく（2019年）
- 厨病激発ボーイ（2019年）
- ミュークルドリーミー（2020年）
- キラッとプリ☆チャン（2020年）
- 佐々木と宮野（2022年）
- ただいま、おかえり（2024年）
- ぷにるんず ぷに2（2024年）

### シリーズ構成
- スウィート・ヴァレリアン（2004年）
- お兄ちゃんのことなんかぜんぜん好きじゃないんだからねっ!!（2011年）
- ロマンティック・キラー（2022年）
- 僕とロボコ（2022年）

### 脚本以外での仕事
企画本
- 薔薇の黙示録（少女革命ウテナ ファンブック）
- 少女革命ウテナ アドゥレセンス黙示録榎戸洋司シナリオブック

挿絵
- 刑務所の中のごはん

ジャケットデザイン
- シングルCD パワーパフガールズ〜Cream Puff Shuffle

キャラクター原案
- スウィート・ヴァレリアン　耳仙人、パンダブー

演劇企画協力
- 月蝕歌劇団舞台公演・少女革命ウテナ魔界転生黙示録編〜麗人ニルヴァーナ来駕〜

漫画脚本
- 紫京院ひびきの華麗なるお遊戯